# Donghutang
Le Donghutang (chinois simplifié : 东湖塘镇 ; chinois traditionnel : 東湖塘鎮 ; pinyin : Dōnghútáng Zhèn) est un bourg rural de la ville de Ningxiang, dans la province du Hunan, en Chine. Il est entouré par les bourgs de Yanglin et Qingxi à l'ouest, les bourgs de Xiaduopu et Batang au nord, le bourg de Yuchangping à l'est et le bourg de Huaminglou au sud. En date du recensement de 2000, elle comptait 47,516 habitants et une superficie de 138 km2.

## Administration territoriale
La ville est divisée en 14 villages et 1 communauté: Donghutang (东湖塘社区), Quanwan (泉湾村), Qintang (秦塘村), Xichongshan (西冲山村), Nanzhu (南竹村), Yanshan (燕山村), Taojiawan (陶家湾村), Shoubantang (手板塘村), Mashan (麻山村), Xujiaba (徐家坝村), Zaifeng (在凤村), Huoshan (火扇村), Niushan (牛山村), Quanshan (泉山村) et Taipingqiao (太平桥村).

## Économie
Les agrumes sont importants pour l'économie.
La région regorge de charbon, d'argile réfractaire et de fer.

## Transport

### Route provinciale
L'autoroute provinciale de 1823 partant du sous-district de Yutan et traversant les bourgs de Donghutang, Huaminglou et Shaoshan.

### Autoroute
L'autoroute Changsha-Shaoshan-Loudi, qui passe à l'est par le bourg de Huaminglou et le bourg de Daolin jusqu'au district de Yuelu à Changsha et à l'ouest par les bourgs de Jinshi, Huitang, Yinshan et Hutian, dans le district de Louxing à Loudi.
L'autoroute Shaoshan traverse le bourg.

## Personnes notables
- Martyr révolutionnaire: Zhou Zhenlin (周震鱗)